# Ottevaere en Van Dammepolders
De Ottevaere en Van Dammepolders vormen een complex van polders dat is ontstaan door de inpoldering van een aantal vaargeulen, met name het Coxysche Gat, het westelijk deel van de Passageule en de Eede. Inpoldering vond plaats in de Napoleontische tijd en kort daarna. Bekende opdrachtgevers waren de Compagnie Ottevaere en Dominique Vandamme.
Het complex bestaat uit de volgende polders:
- Olieslagerspolder
- Austerlitzpolder
- Sophiapolder
- Aardenburgse Havenpolder
- Diomedepolder